# Baird T. Spalding
Baird Thomas Spalding (1872–1953) là một nhà văn tâm linh người Mỹ, tác giả của bộ sách tâm linh: Life and Teaching of the Masters of the Far East (Hành trình về phương Đông).

## Tiểu sử
Mặc dù các cuốn sách của Spalding cho rằng ông sinh ra ở Anh vào năm 1857, Spalding cũng được cho là sinh ra ở North Cohocton, New York vào năm 1872. Ông đã dành phần lớn đời mình làm kỹ sư khai thác mỏ ở miền Tây nước Mỹ. Nghiên cứu về cuộc đời của ông và các cuộc thám hiểm nghiên cứu của mười một người có mục đích đến Viễn Đông bắt đầu từ năm 1894 để nghiên cứu về các "Chân sư" đã đưa ra bằng chứng và hình ảnh được đưa vào các tập sau của cuốn sách của ông. Spalding đã đến thăm Viễn Đông lần đầu tiên vào cuối những năm 1800 và sau đó một lần nữa vào những năm 1920 và sau đó một lần nữa trong chuyến đi đến Ấn Độ năm 1935 theo sự chỉ định của nhà xuất bản Devorss & Company của mình. Chi tiết tiểu sử giai thoại đã được phổ biến rộng rãi ngay cả trong cuộc đời của ông. Khi ông qua đời năm 1953 tại Arizona, các cáo phó đã trích dẫn mâu thuẫn rằng tuổi của ông là 95 hay 107. Ngày sinh của ông được cho là "1872-1873" trong điều tra dân số Mỹ năm 1880. Tuy nhiên, điều đó có thể có nghĩa là lần đầu tiên ông đặt chân đến nước Mỹ vì vào thời điểm đó, thông thường người nước ngoài sẽ được cung cấp ngày sinh và tên mới khi họ mới đến Mỹ. Ngày này cũng được ghi trong một giấy chứng nhận kết hôn năm 1911 ở California. Trong các ghi chép khác, nơi sinh của ông được cho là Anh rồi về sau ông di cư sang Mỹ.
Spalding đã đến thăm Ấn Độ một thời gian ngắn vào năm 1935 vì có đơn xin hộ chiếu Hoa Kỳ ghi ngày 1935, và hồ sơ nhập cư Seattle khi trở về từ Ấn Độ, năm 1936. Tiểu sử về Spalding, Baird T Spalding As I Knew Him được xuất bản bởi các nhà thần bí học và tác giả DeVorss David Bruton vào năm 1954.

## Tác phẩm
Năm 1924, Spalding xuất bản tập đầu tiên của cuốn Life and Teaching of the Masters of the Far East. Nó mô tả các chuyến đi đến Ấn Độ và Tây Tạng của một nhóm nghiên cứu gồm mười một nhà khoa học vào năm 1894. Trong chuyến đi của họ, họ tuyên bố đã tiếp xúc với "các Bậc thầy vĩ đại dãy Himalaya", những thực thể bất tử mà họ đã sống và nghiên cứu, có được cái nhìn sâu sắc về đời sống và thông điệp tâm linh của họ. Sự tiếp xúc gần gũi này giúp họ có thể chứng kiến nhiều nguyên tắc tâm linh được các Bậc thầy vĩ đại này chuyển vào cuộc sống hàng ngày của họ, mà Spalding mô tả là những hành vi có thể thực hiện được bởi bất kỳ ai biết đến con người "THẬT" của mình. Những ví dụ như vậy là đi trên mặt nước, hoặc bày ra bánh mì để cho người đói ăn - tương tự như một số hành vi được các đạo sư phương đông thực hiện trong thời gian gần đây. Tuy nhiên, mặc dù hầu hết các hành động diễn ra ở Ấn Độ, các Đại Đạo sư nói rõ rằng hiện thân vĩ đại nhất của trạng thái Giác ngộ là của Đấng Christ - sự khám phá ra nguồn sức mạnh của con người bên trong chính mình - ánh sáng của Đức Chúa Trời - ý thức về Đấng Christ là trạng thái "Đấng Christ".
Các Chân sư chấp nhận rằng Đức Phật đại diện cho Con đường dẫn đến Giác ngộ, nhưng họ đã quy định rõ ràng rằng Ý thức của Đấng Christ là Sự giác ngộ, hay một trạng thái ý thức mà tất cả chúng ta đang tìm kiếm – Đấng Christ ánh sáng của mỗi cá nhân; do đó, ánh sáng của mọi đứa trẻ được sinh ra trên thế giới.

## Cái chết và ảnh hưởng
Spalding đã xuất bản ba tập bổ sung trước khi qua đời vào năm 1953. Tập 5 và 6 được DeVorss & Co xuất bản từ các bài viết khác nhau mà Spalding đã viết. Sách của Spalding vẫn còn được in kể từ khi ông qua đời và những câu chuyện của ông đã giúp phổ biến khái niệm Chân sư Thăng thiên đã trở thành một meme phổ biến trong Thời đại Mới và các phong trào tôn giáo thay thế trong cuối thế kỷ 20.
Trong những năm 1920, Spalding là người quen của Guy Ballard, cũng là một kỹ sư khai mỏ và là người sáng lập I AM activity. Các chủ đề tương tự với Spalding có thể được nhìn thấy trong các nhóm Chân sư Thăng thiên như Church Universal and Triumphant và các tác phẩm của Elizabeth Clare Prophet. Spalding được vinh danh có sức ảnh hưởng trong các tác phẩm của những nhân vật Thời đại Mới như JZ Knight, Paul Baumann của giáo phái Methernitha và Father Divine.
Sự phát triển của phong trào Thời đại Mới trong những năm 1970 dẫn đến sự quan tâm trở lại đối với Spalding, và một số nhân vật của Thời đại Mới đã khẳng định mối quan hệ không mấy dễ dàng với ông sau khi ông qua đời. Nhà thần bí người Mỹ Thane xứ Hawaii, người sáng lập nhóm Prosperos, tuyên bố vào năm 1974 đã viết thuê một số cuốn sách sau này của Spalding và đi cùng ông trong chuyến du lịch Ấn Độ năm 1935.

## Ấn bản Việt Nam
Có một cuốn sách Việt Nam, hình như xuất bản lần đầu năm 1975, tên là Hành Trình Về Phương Đông của tác giả Nguyên Phong. Nó có mục đích là bản phóng tác của một cuốn sách do Spalding viết ở Ấn Độ vào năm 1924. Cuốn sách thường bị cho là bản dịch này được đánh giá là hay và dễ hiểu hơn bản gốc của Spalding, vì tác giả gần gũi với văn hóa Đông Phương hơn. Hơn nữa, các tư tưởng và tình tiết trong bản phóng tác của Nguyên Phong lại rất phù hợp với quan điểm của đại đa số người bản địa. Cuốn sách đã trở nên phổ biến ở Việt Nam, và một bản dịch tiếng Anh đã được xuất bản vào năm 2009, với tên Journey to the East.
Trong truyện, Spalding cùng với một nhóm các nhà thần bí và học giả có uy tín, bao gồm Paul Brunton và Walter Evans-Wentz.